# Beffroi

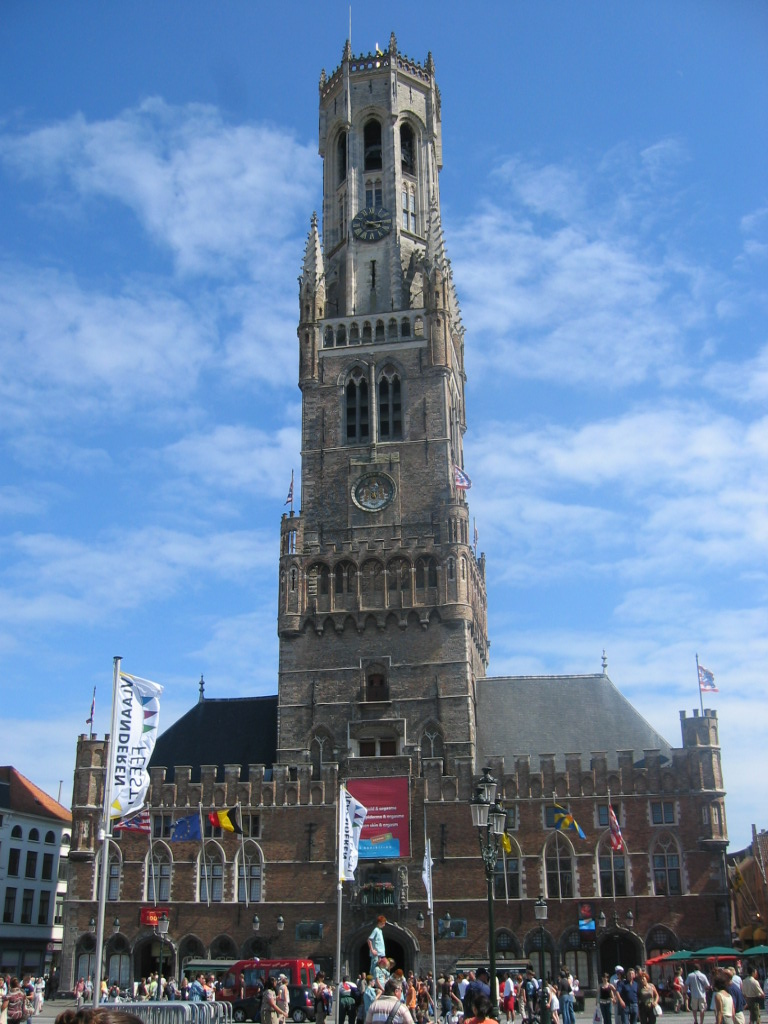
Beffroi i Brygge

Beffroi (franska: vakttorn; uttal: /bəfrwa/) är det äldsta och förnämsta tornet, kärntornet eller huvudbyggnaden i en medeltida borg.Tornet var ett försvarsverk och yttersta tillflyktsort. 
Beffroi är även en sorts klocktorn, det vill säga en tornliknande byggnad försedd med en anordning för upphängning av klockor. Under medeltiden var ändamålet med dessa klockor att ringa för att samla invånarna i näraliggande byar. Senare sammanbyggdes klocktornen med städernas rådhus i monumentala offentliga byggnader.
32 klocktorn av typen "beffroi" i Flandern och Vallonien i Belgien är sedan 1999 uppsatta på Unescos världsarvslista under namnet Beffroier i Belgien och Frankrike.